# Albin Ebondo
Albin Ebondo (Marsella, Francia, 23 de febrero de 1984) es un futbolista francés de ascendencia congoleña. Juega de defensa y su actualmente está sin equipo.

## Clubes
| Club             | País    | Año       |
| ---------------- | ------- | --------- |
| Toulouse FC      | Francia | 2001-2010 |
| AS Saint-Étienne | Francia | 2010-2012 |